# Morpho amazonicus
Morpho amazonicus är en fjärilsart som beskrevs av Hans Fruhstorfer. Morpho amazonicus ingår i släktet Morpho och familjen praktfjärilar. Inga underarter finns listade i Catalogue of Life.